# Onthophagus excisus
Onthophagus excisus là một loài bọ cánh cứng trong họ Bọ hung (Scarabaeidae).